# Stéphane Rossetto
Stéphane Rossetto, nascido a 6 de abril em 1987 em Melun, é um ciclista francês, membro da equipa Cofidis.

## Biografia
Stéphane Rossetto começou no ciclismo em 2001. Em 2006 uniu-se ao conjunto US Créteil, e depois em 2007 com o CC Nogent-sur-Oise. Em 2009 ganhou o Tour de Gironde, carreira por etapas pertencente ao UCI Europe Tour.
Em 2010, Stéphane Rossetto converteu-se em profissional da mão do conjunto Vacansoleil graças à recomendação de Brice e Romain Feillu, antigos membros do CC Nogent-sur-Oise e também contratados nesse mesmo ano por esta equipa.
Ao termo da temporada de 2010 se requalificou outra vez como amador no conjunto CC Nogent-sur-Oise. Em 2012 ganhou o campeonato de Picardie e o Tour de Saboia.
Em 2013, voltou ao profissionalismo ao ingressar nas fileiras da equipa continental francesa BigMat-Auber 93 onde ganhou a sua primeira vitória como profissional ao se impor na última etapa do Tour de Limusino em solitário, depois de um ataque no último quilómetro.

## Palmarés
2009 (como amador)
- Tour de Gironde

2012 (como amador)
- 1 etapa do Circuito das Ardenas
- Tour de Saboia, mais 1 etapa

2013
- 1 etapa do Tour de Limusino

2014
- Boucles de la Mayenne

2015
- 2º no Campeonato da França Contrarrelógio

2018
- 1 etapa do Tour de Yorkshire

2019
- 2º no Campeonato da França Contrarrelógio

## Resultados nas Grandes Voltas
| Carreira           | 2010 | 2011 | 2012 | 2013 | 2014 | 2015 | 2016 | 2017 | 2018 | 2019 |
| ------------------ | ---- | ---- | ---- | ---- | ---- | ---- | ---- | ---- | ---- | ---- |
| Giro d'Italia      | -    | -    | -    | -    | -    | -    | -    | -    | -    | -    |
| Tour de France     | -    | -    | -    | -    | -    | -    | -    | -    | -    | 100º |
| Volta a Espanha    | -    | -    | -    | -    | -    | Ab.  | 61º  | 54º  | 54º  | 127º |
| Mundial em Estrada | -    | -    | -    | -    | -    | -    | -    | -    | -    | -    |

-: não participa

Ab.: abandono